# 鹿島新當流
鹿島新當流（かしましんとうりゅう）は、戦国時代に塚原卜傳高幹が興した剣術を表芸とする流派。

## 歴史
鹿島新當流は、塚原卜伝高幹が編み出した剣術の流派である。実父の卜部覚賢から鹿島神流（鹿島古流・鹿島中古流）を学び、養父の塚原城主土佐守安幹から天真正伝香取神道流を学んだ。
塚原卜伝は武者修行による修練を重ね、その後鹿島神宮に千日参籠し、鹿島の太刀の極意を悟り、流名を鹿島新當流と改めた。

## 技法
鹿島新當流は大きく分けて「面ノ太刀」、「中極意」、「大極意」の三段階の剣が伝わっている。
面ノ太刀　　十二ヶ条
一ノ太刀、二ノ太刀、三ノ太刀、四ノ太刀、五ノ太刀、六ノ太刀
相車ノ太刀、突身ノ太刀、相霞ノ太刀、巴三ノ太刀、柴隠ノ太刀、柳葉ノ太刀
中極意
七条ノ太刀　　七ヶ条
引ノ太刀、車ノ太刀、拂ノ太刀、違ノ太刀、薙ノ太刀、乱ノ太刀、縛ノ太刀
霞ノ太刀　　　七ヶ条
遠山、瀧落、鴫羽返、磯波切、切留、突留、上霞
間ノ太刀　　　三ヶ条
天ノ巻切、地ノ角切、夜ノ聞切
大極意
高上奥位十箇ノ太刀　十ヶ条
実地天道之事、見越三術之事，徹位之事、束八寸有利之事、太刀一尺五寸短之事、身懸三尺有徳之事
敵可近付敵不可近付之事、当其具足成其理秘中之利之事、懸内待有待内有利之事、心持神妙精要
外の物太刀　十二ヶ条
有馬無一剣之事、一巴玉簾之事、野中之幕之事、飛剣之事

## 系譜
鹿島新當流は広く学ばれており様々な系統が存在するが、ここでは現存している系統とそれに関連する門弟のみを記載する。
始祖を国摩眞人とし現在65代目宗家の吉川常隆が伝えている。
また、59代目吉川大膳常應門下の槇村刀斎武雄より分かれた根三田派（槇村派）が現存している。
- 省略
- 50吉川覚賢
- 51吉川左京卜部覚賢（塚原卜傳の兄）
流祖:塚原卜傳高幹
- 52吉川善右衛門晴家
- 53吉川忠右衛門晴次
- 54吉川主水直常
- 55吉川民部常榮
- 56吉川左近常明
- 57吉川佐仲常敞
- 58吉川左京常亮
- 59吉川大膳常應
- 60大月関平将國（伊勢亀山藩）
- 61吉川東一郎常頴
- 62吉川音次郎常淑
- 63吉川常広
  - 64吉川浩一郎
    - 65吉川常隆　（現宗家）

  - 石市栄三郎
  - 小神野力膳
  - 青木政重
  - 飯田勧一
  - 児玉斉
  - 金田信夫
  - 飯田槌之輔
  - 椎木敬文
  - 栗林彦兵衛

### 根三田派（槇村派）
松前藩士の槇村刀斎武雄は吉川大膳常應より鹿島新當流を学び、奥野谷（根三田）に道場を開き、槇村派（根三田派）を起こした。
槇村刀斎武雄は宗家を凌いだため天保12年（1841年）に暗殺された。
- 59吉川大膳常應（吉川大膳常應より前は上と同じ）
- 槇村刀斎武雄（清原武雄、松前藩士）
- 猿田喜三朗常雄
- 石川久蔵武澄
- 石川徳三朗武美
  - 児玉斉
  - 金田信夫
    - 兼原惣八武生
      - 二宮清治史亘

  - 椎木敬文

## 新当流に関する記述

### 郷土誌
北條時鄰の『鹿嶋志』によると、新當流の元になったのは鹿島の太刀という名の上古の時代から伝わる兵法だった。これは、天児屋命の子孫の国摩大鹿島命のさらに子孫、國摩真人が、鹿島神宮の祭神であるタケミカヅチより、神妙なる一太刀の術を授かり、韴霊の法則を会得して成立した。この真人の子孫が鹿島神宮の座主である吉川氏である。後の時代、塚原卜伝は鹿島神宮に千日参詣し、最後の日に神託を得て一太刀の妙理を悟った。この神託に新當の字義があったので流派の名前が新當流になった。一方、飯篠家直は、香取神宮に参詣して、託宣により鑓長刀の精妙を悟り長道具に長けたので、ともに心を合わせ有名になった。卜伝は諸国修行の後、将軍の足利義輝と足利義昭に一太刀を伝え、北畠具教と武田信玄に秘術を説いた。他の著名な弟子に武田家の家臣である山本勘助があり、また、故郷へ帰った後の弟子に松岡則方、諸岡一羽、真壁氏幹、斎藤伝鬼房などがある。ただし、実際には塚原卜伝の誕生は飯篠家直の死後である。
伴信友の『武辺叢書』の「卜傳百首」の項では、新当流という名前に関して、「鹿島の太刀が時代に応じて上古流、中古流、新當流と呼び名が変遷した」という北條時鄰の別の説を挙げている。また、国摩真人については『鹿嶋志』でも言及されている『當流起源傳』を次のように引用している。
他方で、「卜傳百首」では信友本人に伝わる話として、塚原卜伝は讃岐国出身で、足利将軍家と三好家に仕えていたが、三好家に見切りをつけて出奔し、諸国巡りの後に東国・北国へ至った、としている。

### 新当流以外の兵法書
尾張柳生の『影目録』によると、上泉信綱は新陰流を興すにあたって、特に参考にした流派として念流、陰流に加えて新當流を挙げている(兵法三大源流)。
『五輪書』の序文によると、宮本武蔵が13歳で初めて勝負した時(1596年)の相手は、新當流の有馬喜兵衛である。一方で、「地之巻」には、鹿島・香取の社人が明神を由緒とする剣術の流派を立てるようになったのは近年のことである、と書かれている。
柳生三厳の著した『月之抄』によると、新當流の元祖は飯篠家直である。家直が香取明神に祈ったところ、夢でテンシンに教えを乞うように告げられ、巻物を与えられた。その後、テンシンという名の老僧が来たのでお告げと巻物のことを話すと、シユリケンとマノ太刀を理解するように言われた。

### 軍記物
『甲陽軍鑑』の11品によると、山本勘助は今川家への仕官を京流の兵法者として推薦されたが、今川義元は他の理由に加えて「新當流の兵法こそ本なれ」という理由で却下した。
『甲陽軍鑑』の40品下によると、兵法を習う者は、兵法つかい、兵法者、兵法仁の3つに分けられ、山本勘助、波合備前、塚原卜伝の3人は兵法仁に相当する。砥石崩れで今井伊勢守が敵兵に出会った時、敵の長槍を見て相性の不利を悟った今井は顔見知りの振りをして呼びかけた。すると、敵も構えていた槍を下ろして挨拶を返してきたので時間を稼ぎ、追いついてきた味方と共に敵兵を殺した。このように、兵法仁は太刀も兵法も使わない例があり、これが塚原卜伝の一ツ太刀である。卜伝は、一ツの太刀、一ツの位、一太刀の3段を極意とした。
『甲陽軍鑑』の末書結要本5巻によると、塚原卜伝は太刀の極意を一ツ乃太刀と名付た。これは松本備前守(諱不詳)が使いはじめたものであった。名声を得た後、卜伝は一ツ乃太刀を日本中に広め、公方の万松院殿(足利義晴)、光源院殿(足利義輝)、霊陽院殿(足利義昭)に一ツ乃太刀を伝えた。ただし、40品と末書結要本には新当流の名は出てこない。
『勢州軍記』によると、飯篠家直が天真の伝として剣術の流派を興し、そのうち四伝を受け継いだ塚原卜伝がさらに新たな流派を興した。その後、塚原卜伝に学んだ北畠具教は一之太刀を極めた。一之太刀を受け継ぐことができるのは1人だけと定めていた卜伝は、嫡男の塚原秀幹にあてて具教に教えを請うように遺言したところ、秀幹は既に一之太刀を習得したと偽って、比較のために見せてほしいと具教に頼んだ。騙された具教は秀幹に一之太刀を見せてしまった。なお、『勢州軍記』にも新当流という単語は出てこない。
『昔阿波物語』によると、阿波国の三好家では、三好実休や十河一存を初め、家中の者が新當流の内藤太郎兵衛に教えを受けていた。一方、篠原長房は上方の兵法名人の式部を師としていた。式部は実休に「新當流は役に立たない」と言ったので、弟子同士の実休と長房が木刀の試合をすることになり、この試合では長房が勝った。その後、一存の家来が式部を暗殺したので、恨みに思った長房が兵を率いて一存の館を取り囲む騒ぎとなったが、実休が取りなした。
『関八州古戦録』によると、武田家により長野家の箕輪城が陥落した際、武田家に仕えていた内藤昌豊は長野家の旧臣250名を召抱えて箕輪城の城代となり、西上野の目代となった。長野家に仕えていた上泉信綱は、落城の際は切り抜けて東上野へ落ち延びていたが、後にかつての同僚たちを頼って西上野へ戻り、昌豊に仕えた。信綱は香取の飯篠家直が興した流派、天眞正ノ流を修めていたが、これに工夫を加えて新當流を興した。この後、信綱は「武田信玄の許可なく他家に仕官しない」という誓約のもと自由行動をゆるされ、呼び名を伊勢守から武蔵守に改めて上方へ行き、また柳生で柳生宗厳に剣術を教えて、同地で没した。
また、同書によると、天眞正は海に住む河童で香取大明神(フツヌシ)の化身である。この天眞正を師とする鹿伏兎刑部少輔が飯篠家直に刺撃ノ法を伝授し、その流派が家直から松本備前守を経由して塚原卜伝に伝わった。
『本朝武芸小伝』の「塚原卜傳」によると、常陸国の塚原卜伝の父は天眞正傳を修めていた。はじめ、父の教えを受けたのは卜伝の兄だったが、兄は早世したため卜伝が兄の流派を受け継いだ。一方、上野国の上泉信綱は陰流の祖で刀槍術の達人だったので、卜伝は上野国へ行き信綱の下で研鑽を積んだ。後に卜伝は京へ上り、将軍の足利義輝と足利義昭に刀槍術を教え、一太刀を北畠具教に授けた。この時、松岡則方は本旨を悟ったので、後に一之太刀を徳川家康に伝授した。この流派は則方の弟子、甲頭刑部少輔と多田右馬助などに受け継がれた。この本の「塚原卜傳」の項目にも新当流の名はないが、「飯篠山城守家直」の項目では飯篠家直が興した流派を天眞正傳神道流としている。

### 新当流の兵法書
宝山寺には、慶長7年(1602年)8月に穴澤秀俊が金春氏勝に宛てた2通の伝書、『新當流長太刀之次第』と『當流長太刀大事』がある。これらによると、新當流長太刀は天真正から伝えられた飯篠家直を祖とし、2人の飯篠若狭守と飯篠山城守を経て秀俊へ伝えられているのに対し、當流長太刀の内容は天真正から伝えられた飯篠山城守が祖で秀俊は2代目である。